# Communauté d'agglomération de Blois « Agglopolys »
La communauté d'agglomération de Blois « Agglopolys » est une communauté d'agglomération française, située dans le département de Loir-et-Cher et la région Centre-Val de Loire.

## Historique
1963 : création d'un syndicat intercommunal à vocation multiple (SIVOM) pour la collecte des déchets, qui regroupe 5 communes : Blois, La Chaussée-Saint-Victor, Saint-Gervais-la-Forêt et Villebarou et Vineuil.
En 1999 : le SIVOM des communes de Blois, La Chaussée-Saint-Victor, Saint-Gervais-la-Forêt et Villebarou et Vineuil devient Communauté de communes du Blaisois.
En 2003 : la communauté de communes se transforme en Communauté d'agglomération de Blois.
Depuis janvier 2006, adhésions de Averdon, Cour-Cheverny, Menars, Les Montils, Monthou-sur-Bièvre, Saint-Denis-sur-Loire, Sambin et Villerbon.
Le 1er janvier 2007, adhésions de Candé-sur-Beuvron, Cheverny et Valaire.
Le 1er janvier 2012, fusion avec la Communauté de communes Beauce - Val de Cisse et des communes de Chaumont-sur-Loire et Rilly-sur-Loire.

## Territoire communautaire

### Géographie
Située au centre du département de Loir-et-Cher, la communauté d'agglomération de Blois « Agglopolys » regroupe 43 communes et présente une superficie de 792,2 km2. Elle fait partie du Syndicat Mixte du Pays des Châteaux.

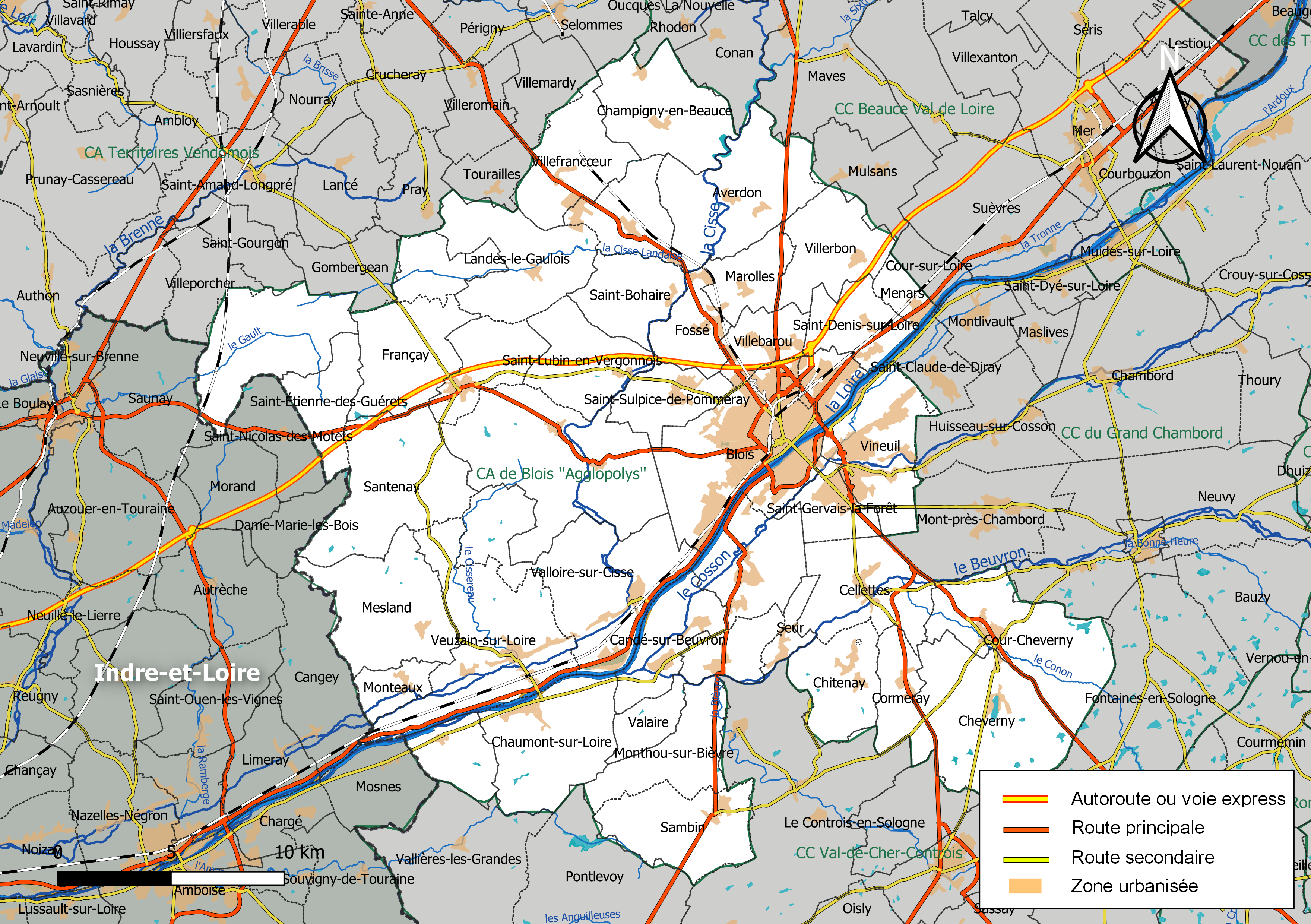
Carte de la communauté d'agglomération de Blois « Agglopolys » au 1er janvier 2019.

### Composition

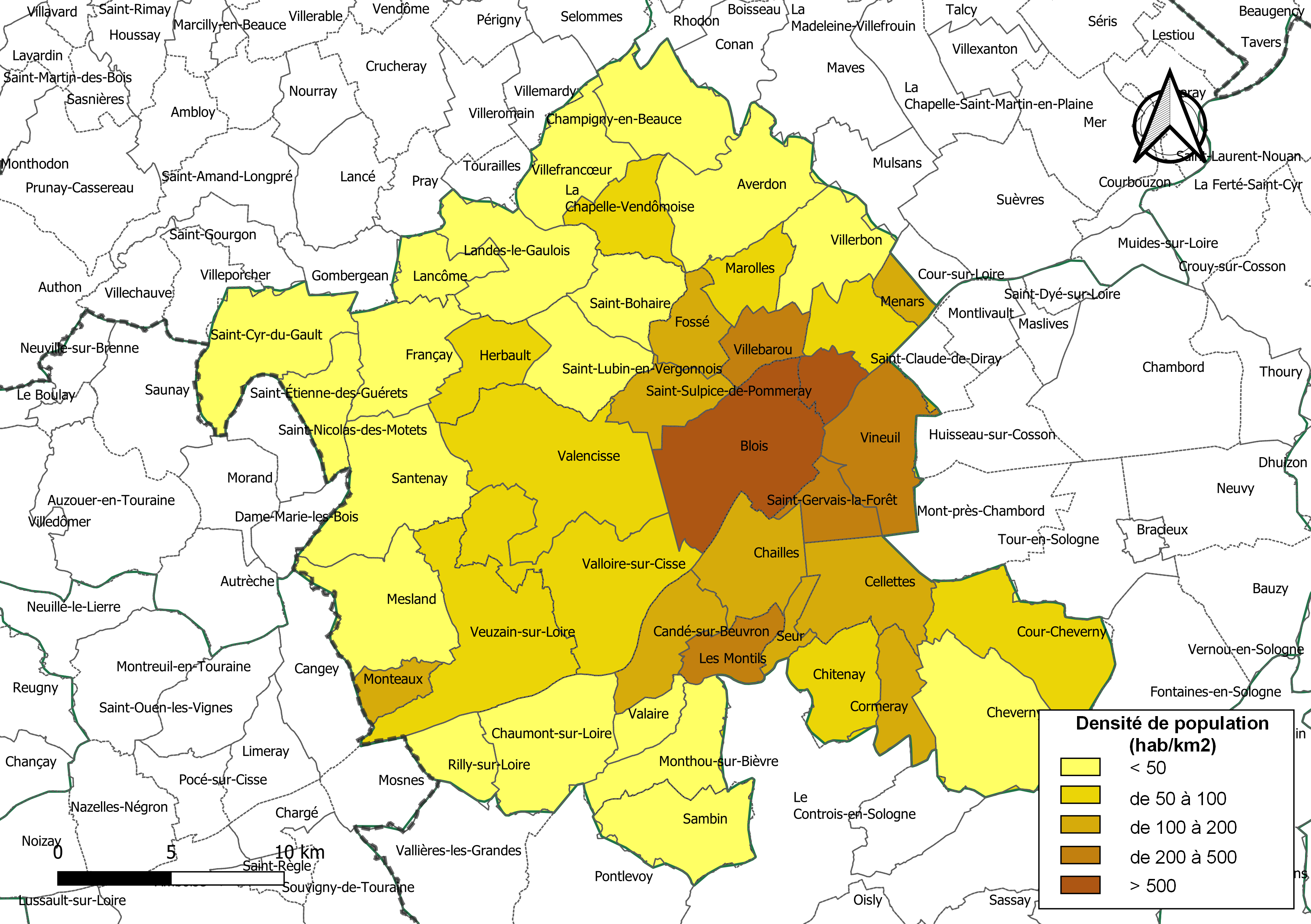
Carte des densités de population (millésimée 2016) des communes de la communauté d'agglomération de Blois « Agglopolys ». Composition en communes au 1er janvier 2019.

La communauté d'agglomération est composée des 43 communes suivantes :

| Nom                       | Code Insee | Gentilé          | Superficie (km2) | Population (dernière pop. légale) | Densité (hab./km2) |
| ------------------------- | ---------- | ---------------- | ---------------- | --------------------------------- | ------------------ |
| Blois (siège)             | 41018      | Blésois          | 37,46            | 47 092 (2022)                     | 1 257              |
| Averdon                   | 41009      | Averdonnais      | 29,14            | 677 (2022)                        | 23                 |
| Candé-sur-Beuvron         | 41029      | Candéens         | 15,49            | 1 487 (2022)                      | 96                 |
| Cellettes                 | 41031      | Cellettois       | 20,96            | 2 700 (2022)                      | 129                |
| Chailles                  | 41032      | Chaillois        | 18,54            | 2 708 (2022)                      | 146                |
| Champigny-en-Beauce       | 41035      | Campiniocois     | 22,31            | 607 (2022)                        | 27                 |
| La Chapelle-Vendômoise    | 41040      | Capelloviciens   | 13,07            | 797 (2022)                        | 61                 |
| Chaumont-sur-Loire        | 41045      | Chaumontais      | 26,84            | 1 091 (2022)                      | 41                 |
| La Chaussée-Saint-Victor  | 41047      | Chausséens       | 6,63             | 4 488 (2022)                      | 677                |
| Cheverny                  | 41050      | Chevernois       | 33               | 908 (2022)                        | 28                 |
| Chitenay                  | 41052      | Castanéens       | 15,61            | 1 136 (2022)                      | 73                 |
| Cormeray                  | 41061      | Cormeraisiens    | 10,31            | 1 568 (2022)                      | 152                |
| Cour-Cheverny             | 41067      | Courchois        | 29,8             | 2 830 (2022)                      | 95                 |
| Fossé                     | 41091      | Fosséens         | 10,2             | 1 270 (2022)                      | 125                |
| Françay                   | 41093      | Francillons      | 20,31            | 271 (2022)                        | 13                 |
| Herbault                  | 41101      | Herbaltois       | 13,01            | 1 139 (2022)                      | 88                 |
| Lancôme                   | 41108      | Lancômois        | 9,89             | 121 (2022)                        | 12                 |
| Landes-le-Gaulois         | 41109      | Landais          | 24,15            | 727 (2022)                        | 30                 |
| Marolles                  | 41128      |                  | 9,88             | 721 (2022)                        | 73                 |
| Menars                    | 41134      | Ménarsois        | 4,5              | 620 (2022)                        | 138                |
| Mesland                   | 41137      | Meslandais       | 26,38            | 549 (2022)                        | 21                 |
| Monteaux                  | 41144      | Monthéobaldiens  | 6,27             | 723 (2022)                        | 115                |
| Monthou-sur-Bièvre        | 41145      | Montholiens      | 16,62            | 793 (2022)                        | 48                 |
| Les Montils               | 41147      | Montilois        | 9,27             | 1 925 (2022)                      | 208                |
| Rilly-sur-Loire           | 41189      | Rillageois       | 10,22            | 455 (2022)                        | 45                 |
| Saint-Bohaire             | 41203      |                  | 14,06            | 493 (2022)                        | 35                 |
| Saint-Cyr-du-Gault        | 41205      | Saint-Cyriens    | 26,06            | 174 (2022)                        | 6,7                |
| Saint-Denis-sur-Loire     | 41206      |                  | 12,4             | 904 (2022)                        | 73                 |
| Saint-Étienne-des-Guérets | 41208      | Stéphanois       | 11,72            | 115 (2022)                        | 9,8                |
| Saint-Gervais-la-Forêt    | 41212      | Gervaisiens      | 8,97             | 3 184 (2022)                      | 355                |
| Saint-Lubin-en-Vergonnois | 41223      | Saint-Lubinois   | 17,06            | 776 (2022)                        | 45                 |
| Saint-Sulpice-de-Pommeray | 41230      | Saint-Sulpiciens | 11,5             | 1 841 (2022)                      | 160                |
| Sambin                    | 41233      | Sambinois        | 20,83            | 872 (2022)                        | 42                 |
| Santenay                  | 41234      | Santenois        | 30,28            | 293 (2022)                        | 9,7                |
| Seur                      | 41246      | Seurois          | 3,85             | 486 (2022)                        | 126                |
| Valaire                   | 41266      | Valairiens       | 6,68             | 84 (2022)                         | 13                 |
| Valencisse                | 41142      |                  | 43,76            | 2 329 (2022)                      | 53                 |
| Valloire-sur-Cisse        | 41055      |                  | 40,36            | 2 433 (2022)                      | 60                 |
| Veuzain-sur-Loire         | 41167      |                  | 37,96            | 3 327 (2022)                      | 88                 |
| Villebarou                | 41276      | Villabaronnais   | 9,11             | 2 558 (2022)                      | 281                |
| Villefrancœur             | 41281      |                  | 18,08            | 420 (2022)                        | 23                 |
| Villerbon                 | 41288      | Villerbonais     | 17,28            | 832 (2022)                        | 48                 |
| Vineuil                   | 41295      | Vinoliens        | 22,34            | 8 050 (2022)                      | 360                |

### Démographie
| 1968   | 1975   | 1982   | 1990   | 1999    | 2009    | 2014    | 2020    |
| ------ | ------ | ------ | ------ | ------- | ------- | ------- | ------- |
| 75 501 | 86 763 | 90 846 | 97 697 | 101 314 | 102 969 | 105 855 | 106 117 |

## Administration

### Siège
Le siège de la communauté d'agglomération est situé à Blois, 1 rue Honoré de Balzac.

### Les élus
Les différentes instances, composées d’élus des 43 communes, prennent les décisions qui engagent l’avenir de la Communauté d’agglomération de Blois.

#### Le Conseil communautaire
C’est l’organe délibérant de la communauté d’agglomération. Il vote le budget et détermine les orientations de la politique communautaire. Il se réunit environ huit fois par an et ses séances sont publiques.
Les conseillers communautaires, au nombre de 84, sont répartis comme suit :
| Nombre de conseillers | Communes                                                 |
| --------------------- | -------------------------------------------------------- |
| 33                    | Blois                                                    |
| 5                     | Vineuil                                                  |
| 3                     | La Chaussée-Saint-Victor                                 |
| 2                     | Cour-Cheverny, Saint-Gervais-la-Forêt, Veuzain-sur-Loire |
| 1 (+1 suppléant)      | les 37 autres communes                                   |

#### Le bureau communautaire
Le conseil communautaire délègue au bureau communautaire un nombre d’attributions assez larges afin d’accélérer le processus de décision de l’agglomération. Le bureau se réunit régulièrement (deux fois par mois) pour instruire l’ensemble des affaires de gestion courante d’Agglopolys.
Le bureau possède un vrai pouvoir délibératif.
Le bureau communautaire est composé d'un président, de 15 vice-présidents, de 3 conseillers délégués, de membres associés et des maires des communes membres, soit 55 membres au total.

### Présidence
Le conseil communautaire est actuellement présidé par Christophe Degruelle, maire-adjoint de Blois, assisté d'un bureau communautaire de 53 membres.
| Période   | Période                       | Identité             | Étiquette | Qualité                           |
| --------- | ----------------------------- | -------------------- | --------- | --------------------------------- |
| 2001      | mars 2008                     | Jacqueline Gourault  | UDF       | Maire de La Chaussée-Saint-Victor |
| mars 2008 | En cours (au 11 juillet 2020) | Christophe Degruelle | PS        | Conseiller municipal de Blois     |

### Régime fiscal et budget
Le régime fiscal de la communauté d'agglomération est la fiscalité professionnelle unique (FPU).

## Compétences

### Gestion des déchets
- collecte les déchets ménagers
- organise le tri sélectif (points d’apport volontaire et déchetteries)
- encourage la réduction de déchets produits et leur recyclage

### Développement économique
- favorise l’implantation des entreprises, en développant des zones d’activités destinées à l’industrie, l’artisanat et au tertiaire
- accompagne les entrepreneurs dans leur développement (pépinières d’entreprises, aides financières…)
- soutient le maraîchage, promeut les producteurs locaux (label « En direct de nos fermes ») et les AOC viticoles
- aide les hébergements hôteliers et les commerces

#### Environnement
- agit en faveur de la biodiversité (lutte contre le frelon asiatique, développement du pâturage...)
- lutte contre la pollution de l’air
- favorise la transition énergétique

### Emploi & Insertion
- accompagne les filières porteuses d’emplois
- soutient la Maison de l’emploi, la Mission locale, le Bureau Information Jeunesse, l’École de la 2e chance

#### Action sociale
- accompagne les personnes en difficulté (adultes sans enfant mineur à charge, bénéficiaires du RSA)
- accompagne et aide les personnes âgées et les personnes en situation de handicap (soutien à domicile)

#### Tourisme
- assure le développement, l’accueil et la promotion touristique via l’Office de Tourisme Blois-Chambord
- gère les itinéraires cyclables Loire à vélo et Châteaux à vélo

#### Eau & Assainissement
- fournit l’eau potable (dans 26 communes)
- gère l’assainissement des eaux usées
- protège les milieux aquatiques et prévient des inondations

#### Urbanisme & Habitat
- élabore le Plan Local d’Urbanisme intercommunal (fixe les règles d’organisation du territoire)
- participe aux grandes opérations de renouvellement urbain (quartiers Nord et Bouillie à Blois...)
- fixe les objectifs de construction et rénovation du logement social
- accompagne les ménages dans la rénovation énergétique
- gère les aires d’accueil des gens du voyage
- protège et améliore les paysages

#### Enseignement supérieur
- soutient le développement des 13 établissements d’enseignement supérieur (extension INSA Centre-Val de Loire, réhabilitation CFA de la Chambre de métiers et de l’artisanat...)

#### Mobilité
- organise les transports publics (urbains, scolaires, à la demande, des personnes à mobilité réduite)
- encourage les modes de déplacement doux (construction de pistes cyclables, location et aide à l’achat de vélos à
- assistance électrique, etc.)
- aménage et entretient 165 km de voiries

#### Culture
- assure l’enseignement musical et artistique
- gère un réseau de bibliothèques

#### Loisirs
- gère les piscines
- soutient les manifestations sportives et culturelles

## Équipements communautaires
- Le Jeu de Paume
- Le centre aquatique Agl’eau
- La piscine Tournesol
- Les piscines saisonnières : Lac de Loire, Herbault/Agglopolys, pataugeoire du parc des Mées
- Les bibliothèques : Abbé-Grégoire et Maurice-Genevoix à Blois, Veuzain-sur-Loire
- Le conservatoire de musique et théâtre, l’école de musique de Fossé
- L’école d’art
- 10 déchetteries
- Le crématorium du Val de Loire
- Les fourrières animale et automobile
- Le pôle d’échanges scolaires
- Le centre social La Chrysalide à Vineuil
- Les résidences autonomie Lumière et Vauquois
- Le Lab, pôle d’entreprises
- 37 stations d’épuration
- 22 châteaux d’eau
- Le parc des Mées

## Identité visuelle
|  | Version initiale du logo de la Communauté d'agglomération |

## Projets et réalisations

### Construction de nouvelles stations d’épuration
- à Monthou-sur-Bièvre en 2009
- Averdon en 2011
- Françay et Rilly-sur-Loire en 2012
- Saint-Cyr-du-Gault en 2019
- Sambin en 2020

### Ouverture du centre aquatique Agl’eau
- En 2011, pour permettre la pratique de la natation dans de bonnes conditions, l’apprentissage aux scolaires de toute l’agglomération et offrir détente et bien-être.

### Aménagement de pistes cyclables
- à vocation utilitaire (pour les déplacements du quotidien) et touristique (Loire à vélo et Châteaux à vélo)

### Construction d'une résidence autonomie pour séniors
- rue de Vauquois à Blois en 2020

### Reconstruction de la pataugeoire
- au parc des Mées à La Chaussée Saint-Victor en 2013

### Modernisation des déchetteries
- Cellettes en 2011
- Candé-sur-Beuvron en 2018
- Valloire-sur-Cisse en 2019

### Plus de 100 ha de nouvelles zones économiques
- aménagées ou en cours ; reconversion de friches industrielles (Québécor, Nabon, Truffaut, etc.)

### Création du pôle d’entreprises Le Lab
- dans les quartiers Nord de Blois en 2016, qui accueille pépinière, coworking et hôtel d’entreprises

### Ouverture du Jeu de Paume
- à l’automne 2017 à Blois, pour accueillir événements sportifs, spectacles et congrès

### Construction d’un crématorium
- près du cimetière de la forêt à Blois en 2012

## Les grands défis de demain

### Pour une agglomération attractive

#### Dynamiser l'économie locale
- Accueillir de nouvelles entreprises
- Réhabiliter les friches industrielles / Maîtriser le foncier économique
- Favoriser le commerce de proximité et accompagner les nouveaux modes de consommation
- Développer une agriculture respectueuse de l’environnement
- Favoriser l’emploi local, lutter contre le chômage de longue durée
- Augmenter l’offre en matière d’enseignement supérieur
- Renforcer l’économie touristique en toute saison

#### Promouvoir un aménagement du territoire respectant les espaces naturels
- Réduire l’artificialisation des sols
- Réduire la consommation énergétique des logements
- Valoriser les paysages
- Promouvoir une filière d’éco-construction

#### Proposer une offre culturelle et de loisirs de qualité
- Développer l’éducation artistique
- Développer l’offre de loisirs avec des sites rénovés, tels que le Lac de Loire à Vineuil, et favoriser la pratique de la natation
- Renforcer la place des bibliothèques comme lieux ressources et d’accès à tous les savoirs

### Pour une agglomération écologique
- Limiter les effets des périodes de canicule
- Préserver les espaces naturels et favoriser la biodiversité
- Renforcer l’économie circulaire en favorisant le tri des déchets et le ré-emploi
- Soutenir le développement d’énergies renouvelables de proximité
- Développer les transports en commun, promouvoir les mobilités douces et alternatives (vélo, covoiturage, autopartage)
- Réduire la consommation d’eau
- Réduire la pollution des milieux naturels
- Améliorer la qualité de l’air

### Pour une agglomération humaine
- Favoriser la solidarité de proximité (création de logements intergénérationnels...)
- Faciliter le maintien à domicile malgré le handicap et le vieillissement
- Recréer du lien social et de la convivialité entre générations
- Favoriser l’insertion des personnes éloignées de l’emploi
- Proposer une politique de santé pour faire face à la désertification médicale
- Faciliter l’accès du public aux services publics

## Pour approfondir